# Code ISTAT
Le code ISTAT (en italien : codice ISTAT) est un code d'identification, élaboré à des fins statistiques, par l'Istituto nazionale di statistica (ISTAT), l'institut de statistique officiel en Italie.

## Structure du code ISTAT
Dans sa forme officielle, il est composé de deux parties de trois chiffres, séparées par une espace, un tiret et une deuxième espace. Dans l'usage courant, les deux parties chiffrées sont accolées l'une à l'autre :
- le premier groupe désigne la province
- le second groupe désigne la commune

Indépendant du code commune, le code région est constitué de deux chiffres.